# Parechinidae
De Parechinidae zijn een familie van zee-egels uit de orde Camarodonta.

## Geslachten
- Isechinus Lambert, 1903 †
- Loxechinus Desor, 1856
- Paracentrotus Mortensen, 1903
- Parechinus Mortensen, 1903
- Psammechinus L. Agassiz & Desor, 1846